# Akodon surdus
Akodon surdus es una especie de roedor de la familia Cricetidae.

## Distribución geográfica
Es endémica de Perú. 